# Saharska mirta
Saharska mirta (lat. Myrtus nivellei) vrsta afričke mirte raširene po sjevernoj Africi u Alžiru, Libiji i Čadu. Podvrsta Myrtus nivellei subsp. tibesticus čadski je endem.
Naraste od jedan do dva metra visine.

## Podvrste
- Myrtus nivellei subsp. nivellei
- Myrtus nivellei subsp. tibesticus Quézel

## Vanjske poveznice
|  | Zajednički poslužitelj ima još gradiva o temi Myrtus nivellei |
|  | Wikivrste imaju podatke o taksonu Myrtus nivellei             |